# جوزپه اینگراسیا
جوزپه اینگراسیا (انگلیسی: Giuseppe Ingrassia؛ زادهٔ ۹ سپتامبر ۱۹۸۸) بازیکن فوتبال اهل ایتالیا است.
از باشگاه‌هایی که در آن بازی کرده‌است می‌توان به باشگاه فوتبال هلاس ورونا، باشگاه فوتبال پالرمو، و باشگاه فوتبال یو. اس. پرگولیتزه اشاره کرد.